# Luspebryggan
Luspebryggan är en hållplats och tidigare by längs Inlandsbanan mellan Gällivare och Porjus, intill Stora Lulevatten.
Stationshuset vid Luspebryggan uppfördes 1946 och revs 1980. Under 1940- och 1950-talen började Luspebryggan fungera som plattform för fiskeverksamhet med sjöflygplan. Flygverksamheten försvann dock från Luspebryggan, då området översvämmades 1975 i samband med att Vattenfall höjde dämningsgränsen för Porjus kraftverk. Fiskflyg, som opererat i området, flyttade sin verksamhet till Porjus.
Luspebryggan är en flyttfågellokal under 1 maj till 1 juni och är en av Sveriges säkraste dvärgsparvslokaler.